# クラウジウス・クラペイロンの式
クラウジウス・クラペイロンの式（クラウジウス・クラペイロンのしき、英: Clausius–Clapeyron equation）とは、物質がある温度で気液平衡の状態にあるときの蒸気圧と、蒸発に伴う体積の変化、及び蒸発熱を関係付ける式である。ルドルフ・クラウジウスとエミール・クラペイロンに因んで名付けられた。

## 関係式
物質が熱力学温度 T で気液平衡の状態にあるとき、蒸気圧を pvap とし、蒸発に伴う体積変化を ΔvapV、蒸発エンタルピー（蒸発熱）を ΔvapH とすると
{\displaystyle {\frac {dp_{\text{vap}}}{dT}}={\frac {\Delta _{\text{vap}}H}{T\Delta _{\text{vap}}V}}}
の関係が成り立つ。
なお、この関係式は気液平衡以外にも、液体と固体の共存状態や、より一般の二相共存状態にも用いることが出来る。
その場合は転移点における示強性状態量 ξtr やそれに共役な示量性状態量の変化 ΔtrX 及び転移エンタルピー ΔtrH などに置き換えれば良い。

## 導出
クラウジウス・クラペイロンの式は化学ポテンシャルを微分することで導かれる。
相1と相2の相平衡を考え、それぞれの相での化学ポテンシャルを μ1, μ2 とする。二相共存の条件はそれぞれの相での化学ポテンシャルが等しいことである。
平衡状態が温度と圧力で指定されるものとして、転移圧力を ptr とすると、温度 T での二相共存の条件は
{\displaystyle \mu _{1}(T,p_{\text{tr}}(T))=\mu _{2}(T,p_{\text{tr}}(T))}
と表わされる。これを温度で微分すれば
{\displaystyle \left({\frac {\partial \mu _{1}}{\partial T}}\right)_{p}+\left({\frac {\partial \mu _{1}}{\partial p}}\right)_{T}{\frac {dp_{\text{tr}}}{dT}}=\left({\frac {\partial \mu _{2}}{\partial T}}\right)_{p}+\left({\frac {\partial \mu _{2}}{\partial p}}\right)_{T}{\frac {dp_{\text{tr}}}{dT}}}
となる。ただし、化学ポテンシャルは相転移点において微分不可能であるため注意が必要である。（後述）
ギブズ・デュエムの式 dμ = Vdp − SdT から
{\displaystyle \left({\frac {\partial \mu _{a}}{\partial p}}\right)_{T}=V_{a}}
{\displaystyle \left({\frac {\partial \mu _{a}}{\partial T}}\right)_{p}=-S_{a}}
であり、これを代入すれば
{\displaystyle -S_{1}+V_{1}{\frac {dp_{\text{tr}}}{dT}}=-S_{2}+V_{2}{\frac {dp_{\text{tr}}}{dT}}}
となり
{\displaystyle {\frac {dp_{\text{tr}}}{dT}}={\frac {S_{2}-S_{1}}{V_{2}-V_{1}}}={\frac {\Delta _{\text{tr}}S}{\Delta _{\text{tr}}V}}}
が導かれる。温度 T でのエンタルピー変化 ΔH がエントロピー変化 ΔSと
{\displaystyle \Delta _{\text{tr}}H=T\Delta _{\text{tr}}S}
で関係付けられるので、これを代入すればクラウジウス・クラペイロンの式が導かれる。

### 微分に関する注意
以上の導出において、化学ポテンシャルが相転移点において微分不可能であるため、微分の際に相転移点を超えないように注意が必要である。
相1を低温相、相2を高温相とする。温度 T と、それより高温 T'（T' > T）での二相共存状態を考える。
それぞれの温度での二相共存の条件は
{\displaystyle \mu _{1}(T,p_{\text{tr}}(T))=\mu _{2}(T,p_{\text{tr}}(T))}
{\displaystyle \mu _{1}(T',p_{\text{tr}}(T'))=\mu _{2}(T',p_{\text{tr}}(T'))}
である。ここから
{\displaystyle {\frac {\mu _{1}(T',p_{\text{tr}}(T'))-\mu _{1}(T,p_{\text{tr}}(T))}{T'-T}}={\frac {\mu _{2}(T',p_{\text{tr}}(T'))-\mu _{2}(T,p_{\text{tr}}(T))}{T'-T}}}
となり、T' → T の極限をとることで微分が得られる。
以下 p = ptr(T), p' = ptr(T') と略記する。
温度 T、圧力 p' で指定される平衡状態は低温相にあるので、左辺の極限を計算すると
{\displaystyle {\begin{aligned}\lim _{T'\to T}{\frac {\mu _{1}(T',p')-\mu _{1}(T,p)}{T'-T}}&=\lim _{T'\to T}{\frac {\mu _{1}(T',p')-\mu _{1}(T,p')+\mu _{1}(T,p')-\mu _{1}(T,p)}{T'-T}}\\&=\lim _{T'\to T}\left[{\frac {\mu _{1}(T',p')-\mu _{1}(T,p')}{T-T'}}+{\frac {\mu _{1}(T,p')-\mu _{1}(T,p)}{p'-p}}{\frac {p'-p}{T'-T}}\right]\\&=\lim _{T'\to T}{\frac {\mu _{1}(T',p')-\mu _{1}(T,p')}{T-T'}}+\lim _{T'\to T}{\frac {\mu _{1}(T,p')-\mu _{1}(T,p)}{p'-p}}\lim _{T'\to T}{\frac {p'-p}{T'-T}}\\&=\left({\frac {\partial \mu _{1}}{\partial T}}\right)_{p}+\left({\frac {\partial \mu _{1}}{\partial p}}\right)_{T}{\frac {dp_{\text{tr}}}{dT}}\\\end{aligned}}}
となる。極限をとる際に、相転移点を超えないので、特異性を避けて微分を計算することが出来る。
温度 T'、圧力 p で指定される平衡状態は高温相にあるので、同様にすれば特異性を避けて右辺の極限が計算できる。
この微分の計算は T < T' の条件を保ちながら極限をとるので、片側微分と呼ばれる。

## 飽和蒸気圧
クラウジウス・クラペイロンの式
{\displaystyle {\frac {dp_{\text{vap}}}{dT}}={\frac {\Delta _{\text{vap}}H}{T\Delta _{\text{vap}}V}}}
を用いると飽和蒸気圧 pvap の近似式を導くことができる。
近似 1: 臨界温度よりも十分に低い温度であれば、ΔvapV を蒸気の体積 Vg で近似できる。例えば 101 kPa, 373 K の水蒸気の気液平衡では、Vg/ΔV = 1.0006 である。
{\displaystyle {\frac {dp_{\text{vap}}}{dT}}\simeq {\frac {\Delta _{\text{vap}}H}{TV_{\text{g}}}}}
近似 2: 飽和蒸気圧が十分に低ければ、Vg を 理想気体の体積 Videal
g = nRT/pvap で近似できる。例えば　101 kPa, 373 K の水蒸気では、 Vg/Videal
g = 0.985 である。 
{\displaystyle {\frac {dp_{\text{vap}}}{dT}}\simeq p_{\text{vap}}{\frac {\Delta _{\text{vap}}H}{nRT^{2}}}=p_{\text{vap}}{\frac {\Delta _{\text{vap}}H_{\text{m}}}{RT^{2}}}}
ここで、n は蒸気の物質量、R は気体定数、ΔvapHm = ΔvapH/n はモル蒸発エンタルピーである。この式を変形すると、蒸気圧の対数を温度の逆数に対してプロットしたときの傾きが、近似 1, 2 の下で
{\displaystyle {\frac {d\ln p_{\text{vap}}}{d(1/T)}}=-{\frac {\Delta _{\text{vap}}H_{\text{m}}(p_{\text{vap}},T)}{R}}}
となることが分かる。ここで、モル蒸発エンタルピーが温度と圧力の関数であることをあらわに書いた。飽和蒸気圧 pvap におけるモル蒸発エンタルピー ΔvapHm(pvap, T) は、標準圧力 p0 におけるモル蒸発エンタルピー ΔvapHm(p0, T) と
{\displaystyle \Delta _{\text{vap}}H_{\text{m}}(p_{\text{vap}},T)=\Delta _{\text{vap}}H_{\text{m}}(p_{\text{0}},T)+\int _{p_{\text{0}}}^{p_{\text{vap}}}\left({\frac {\partial \Delta _{\text{vap}}H_{\text{m}}}{\partial p}}\right)_{T}dp}
の関係にある。標準圧力 p0 における沸点を T0 とするなら、右辺の第1項は、トルートンの規則を使うと
{\displaystyle \Delta _{\text{vap}}H_{\text{m}}(p_{\text{0}},T)\sim \Delta _{\text{vap}}H_{\text{m}}(p_{\text{0}},T_{\text{0}})\sim 10RT_{\text{0}}}
程度の大きさである。それに対して右辺の第2項は、熱力学的状態方程式とジュールの法則を使うと
{\displaystyle \left|\int _{p_{\text{0}}}^{p_{\text{vap}}}\left({\frac {\partial \Delta H_{\text{m}}}{\partial p}}\right)_{T}dp\right|\sim V_{\text{l,m}}p_{\text{0}}\ll V_{\text{g,m}}p_{\text{0}}\sim RT_{\text{0}}}
となる（Vl, m, Vg, mはそれぞれ液体と蒸気のモル体積）。よって近似 1, 2 の下ではモル蒸発エンタルピーの圧力依存性は無視できる。
{\displaystyle \Delta H_{\text{m}}(p_{\text{vap}},T)=\Delta H_{\text{m}}(p_{\text{0}},T)}
このとき、蒸気圧の対数の温度依存性は次式で与えられる。
{\displaystyle \ln {\frac {p_{\text{vap}}}{p_{\text{0}}}}=\int _{1/T}^{1/T_{\text{0}}}{\frac {\Delta H_{\text{m}}(p_{\text{0}},T')}{R}}d\left({\frac {1}{T'}}\right)}
近似 3: モル蒸発エンタルピーが温度にも依らないと近似するなら、蒸気圧の対数の温度依存性は次式で与えられる。
{\displaystyle \ln {\frac {p_{\text{vap}}}{p_{\text{0}}}}={\frac {\Delta _{\text{vap}}H_{\text{m}}}{R}}\left({\frac {1}{T_{\text{0}}}}-{\frac {1}{T}}\right)}
{\displaystyle \log _{10}{\frac {p_{\text{vap}}}{p_{\text{0}}}}={\frac {\Delta _{\text{vap}}H_{\text{m}}}{2.303\,R}}\left({\frac {1}{T_{\text{0}}}}-{\frac {1}{T}}\right)}
このとき、蒸気圧の対数を温度の逆数に対してプロットすると、傾きが一定値になるので、プロットは直線に載る。蒸気圧の温度依存性は次式で与えられる。
{\displaystyle p_{\text{vap}}=p_{\text{0}}\exp \left[{\frac {\Delta _{\text{vap}}H_{\text{m}}}{R}}\left({\frac {1}{T_{\text{0}}}}-{\frac {1}{T}}\right)\right]}
この式を使うと、沸点あるいは 298 K でのモル蒸発エンタルピーの値と大気圧下での沸点から、温度 T における飽和蒸気圧 pvap を予測できる。また、この式を T について解くと、モル蒸発エンタルピーの値と大気圧下での沸点から、減圧下または加圧下における沸点を見積もる式が得られる。
基準とする沸点との温度差 T − T0 が大きくなるほど、モル蒸発エンタルピーの温度依存性が無視できなくなるので、飽和蒸気圧の予測精度は落ちてくる。 ΔvapHm(p0, T) の温度依存性はキルヒホッフの法則に従うので、液体と蒸気の定圧モル熱容量の差が大きいほど近似は悪くなる。